# Billet de 500 000 lires Raffaello
Recto
Verso
Le 500 000 lires Raffaello est un billet de banque italien créé le 6 mai 1997 et mis en circulation la même année par la Banque d'Italie. Il est le premier et dernier billet de 500 000 lires.

## Histoire
Le 500 000 lires Raffaello est le billet de plus haute valeur jamais émis par la banque d'Italie. 
Il a été dessiné par Trento Cionini, alors âgé de 78 ans qui, bien que retraité depuis 1980, n'a cessé de travailler pour la Banque d'Italie. C'est en 1997 que celle-ci lui confie la tâche de concevoir ce qui sera le dernier billet de lire italienne avant le passage à l'euro. Comme lors de ses précédentes créations, le billet est signé T. CIONINI INC.

## Description
Ses caractéristiques sont définies par le décret du 6 mai 1997 du ministère du Trésor (Ministero del Tesoro).

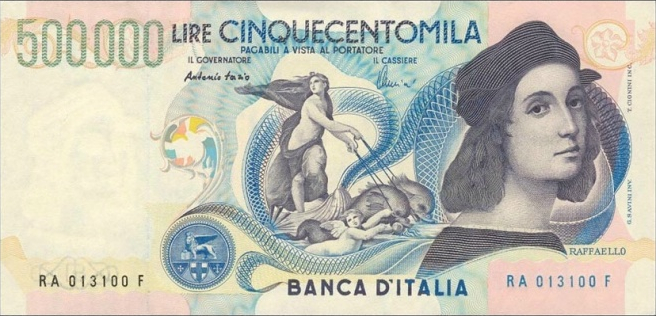
Recto.